# بخش بال بلوف، شهرستان ایتکین، مینه سوتا
بخش بال بلوف (به انگلیسی: Ball Bluff Township) یک منطقهٔ مسکونی در ایالات متحده آمریکا است که در شهرستان ایتکین، مینه‌سوتا واقع شده‌است.
 بخش بال بلوف ۹۱٫۲ کیلومتر مربع مساحت و ۲۷۸ نفر جمعیت دارد و ۳۸۸ متر بالاتر از سطح دریا واقع شده‌است.